# Philemon (släkte)
Philemon är ett fågelsläkte i familjen honungsfåglar inom ordningen tättingar. Släktet omfattar 16 arter som förekommer från Moluckerna och Små Sundaöarna till Bismarckarkipelagen och Australien:
- Mindre munkskata (P. citreogularis)
- Brun munkskata (P. meyeri)
- Timormunkskata (P. inornatus)
- Kisarmunkskata (P. kisserensis)
- Mamberamomunkskata (P. brassi)
- Morotaimunkskata (P. fuscicapillus)
- Burumunkskata (P. moluccensis)
- Tanimbarmunkskata (P. plumigenis)
- Serammunkskata (P. subcorniculatus)
- Newirelandmunkskata (P. eichhorni)
- Hjälmmunkskata (P. buceroides)
- Manusmunkskata (P. albitorques)
- Newbritainmunkskata (P. cockerelli)
- Vitkronad munkskata (P. argenticeps)
- Skränmunkskata (P. corniculatus)
- Nyakaledonienmunkskata (P. diemenensis)